# Список эпизодов телесериала «Убийства в Мидсомере»
«Чисто английские убийства» или «Убийства в Мидсомере» (англ. Midsomer Murders) — британский детективный телесериал, созданный сценаристами Кэролайн Грэм и Энтони Горовицом. Телесериал повествует о преступлениях в вымышленном английском графстве Мидсомер. Главным героем сериала до 2010 года являлся старший инспектор Том Барнаби, роль которого исполнял Джон Неттлз, по сюжету в конце 13 сезона он уходит на пенсию. Новым старшим инспектором стал Джон Барнаби (роль исполняет Нил Даджен). Он является двоюродным братом Тома Барнаби.
Премьера телесериала состоялась 23 марта 1997 года на телеканале ITV. Новые серии телесериала выходят до сих пор, 23 сезон был приурочен к 25-летию шоу.

## Обзор сезонов
| Сезон | Серии | Серии | Даты показа      | Даты показа      |
| Сезон | Серии | Серии | Первая серия     | Последняя серия  |
| ----- | ----- | ----- | ---------------- | ---------------- |
| Пилот | Пилот | Пилот | 23 марта 1997    | 23 марта 1997    |
| 1     | 4     | 4     | 22 марта 1998    | 6 мая 1998       |
| 2     | 4     | 4     | 20 января 1999   | 19 сентября 1999 |
| 3     | 4     | 4     | 31 декабря 1999  | 5 февраля 2000   |
| 4     | 6     | 6     | 10 сентября 2000 | 23 сентября 2001 |
| 5     | 4     | 4     | 16 июня 2002     | 22 сентября 2002 |
| 6     | 5     | 5     | 3 января 2003    | 31 января 2003   |
| 7     | 7     | 7     | 2 ноября 2003    | 25 декабря 2004  |
| 8     | 8     | 8     | 10 октября 2004  | 2 октября 2005   |
| 9     | 8     | 8     | 9 октября 2005   | 17 сентября 2006 |
| 10    | 8     | 8     | 12 ноября 2006   | 11 мая 2008      |
| 11    | 7     | 7     | 1 января 2008    | 5 мая 2010       |
| 12    | 7     | 7     | 22 июля 2009     | 14 апреля 2010   |
| 13    | 8     | 8     | 12 мая 2010      | 2 февраля 2011   |
| 14    | 8     | 8     | 23 марта 2011    | 11 января 2012   |
| 15    | 6     | 6     | 1 февраля 2012   | 30 января 2013   |
| 16    | 5     | 5     | 24 декабря 2013  | 12 февраля 2014  |
| 17    | 4     | 4     | 28 января 2015   | 18 февраля 2015  |
| 18    | 6     | 6     | 6 января 2016    | 17 февраля 2016  |
| 19    | 6     | 6     | 18 декабря 2016  | 20 мая 2018      |
| 20    | 6     | 6     | 10 марта 2019    | 14 января 2020   |
| 21    | 4     | 4     | 21 января 2020   | 28 марта 2021    |
| 22    | 6     | 6     | 4 апреля 2021    | 27 августа 2023  |
| 23    | 4     | 4     | TBA              | TBA              |
| 24    | 4     | 4     | TBA              | TBA              |

## Эпизоды

### Пилот (1997)
| № в сериале | № в сезоне | Название                                                          | Режиссёр           | Сценарий       | Дата премьеры | Дата выхода на DVD |  |
| --- | ---------- | ----------------------------------------------------------------- | ------------------ | -------------- | ------------- | ------------------ |  |
| 1 | 1          | «Убийство в Беджерс Дрифт» (англ. The Killings at Badger's Drift) | Джереми Силберстон | Энтони Горовиц | 23 марта 1997 | 19 апреля 2004     |  |
| Безмятежная деревушка Баджерс Дрифт взбудоражена необъяснимым убийством пожилой леди Эмили Симпсон. Она найдена мёртвой в своем коттедже, вокруг которого уже давно творится что-то неладное. Её старая подруга Люси Берлингер уверена, что смерть была насильственной. Она убеждает инспектора Барнаби и сержанта Троя из Бюро Криминальных Расследований городка Коустон взяться за это дело. Поиски убийцы приводят к раскрытию целой цепи зловещих событий, ведущих в далекое прошлое. |            |                                                                   |                    |                |               |                    |  |
| |            |                                                                   |                    |                |               |                    |  |

### Сезон 1 (1998)
| № в сериале | № в сезоне | Название                                               | Режиссёр           | Сценарий         | Дата премьеры  | Дата выхода на DVD |  |
| --- | ---------- | ------------------------------------------------------ | ------------------ | ---------------- | -------------- | ------------------ |  |
| 2 | 1          | «Написанное кровью» (англ. «Written in Blood»)         | Джереми Силберстон | Энтони Горовиц   | 22 марта 1998  | 19 апреля 2004     |  |
| Джеральд Хэдли, секретарь писательского кружка в тихой деревушке Уорфи в графстве Мидсомер пригласил на встречу знаменитого романиста Макса Дженнингса. Когда труп Хэдли со следами отчаянной схватки находят на следующее утро, прочие члены писательского кружка внезапно признаются в глубокой неприязни к покойному. Инспектор Барнаби и сержант Трой узнают, что Хэдли был человеком таинственным. У него не было ни родственников, ни номера Национального страхования, а свадебная фотография на видном месте его квартиры не имела документальных подтверждений. Вскоре детективы находят второй труп и встают перед загадкой двойного убийства.                          |            |                                                        |                    |                  |                |                    |  |
| |            |                                                        |                    |                  |                |                    |  |
| 3 | 2          | «Смерть на сцене» (англ. «Death of a Hollow Man»)      | Джереми Силберстон | Кэролайн Грэм    | 29 марта 1998  | 8 апреля 2002      |  |
| Труп Агнесс Грей, старейшей жительницы деревушки Фирн Бассетт, находят в реке. Судя по следам жестоких побоев на теле, женщина не собиралась топиться. Тем временем её кузен должен сыграть самоубийство в детективной драме «Амадей», идущей на сцене любительского театра в здании бывшей зерновой биржи знакомого Колстона. Только и его смерть тоже оказывается реальной. Прежде чем инспектору Барнаби откроется связь между этими событиями, ему предстоит заглянуть за кулисы театральной жизни и узнать цену кипящих там страстей. |            |                                                        |                    |                  |                |                    |  |
| |            |                                                        |                    |                  |                |                    |  |
| 4 | 3          | «Верная до самой смерти» (англ. «Faithful Unto Death») | Баз Тейлор         | Дуглас Уоткинсон | 22 апреля 1998 | 8 августа 2003     |  |
| Ремесленная мастерская, арендующая здание старой мельницы в Мортон Финдл, регулярно теряет деньги. Некоторые инвесторы из местных жителей уверены, что их надувает управляющий мастерской Алан Холлингсворт. Когда его роскошная жена Симона внезапно исчезает, инспектор Барнаби начинает прорабатывать версию похищения с целью вымогательства. Он устанавливает наблюдение за Холлингсвортом, но тот ускользает от полиции с крупной суммой денег, а его соседка погибает в очень подозрительной автокатастрофе. Когда Холлингсворта находят мертвым, а его жена объявляется живой и здоровой, Барнаби понимает, что похищение было инсценировано, но не может этого доказать. |            |                                                        |                    |                  |                |                    |  |
| |            |                                                        |                    |                  |                |                    |  |
| 5 | 4          | «Смерть под чужим именем» (англ. «Death in Disguise»)  | Баз Тейлор         | Дуглас Уоткинсон | 6 мая 1998     | 8 августа 2003     |  |
| Уильям Картер, один из лидеров религиозной коммуны «Приют скакуна по кличке Золотой Ветер», примыкающей к движению «Новый век», обнаружен мертвым. Случайное падение с лестницы, перелом шейных позвонков. Однако вскоре ещё один основатель той же коммуны падает замертво при всем честном народе. И это уже не случайность. Инспектор Барнаби и сержант Трой отправляются в «Приют», чтобы рассмотреть подробности первого инцидента. |            |                                                        |                    |                  |                |                    |  |
| |            |                                                        |                    |                  |                |                    |  |

### Сезон 2 (1999)
| № в сериале | № в сезоне | Название                                            | Режиссёр           | Сценарий        | Дата премьеры    | Дата выхода на DVD |  |
| --- | ---------- | --------------------------------------------------- | ------------------ | --------------- | ---------------- | ------------------ |  |
| 6 | 1          | «Тень смерти» (англ. «Death's shadow»)              | Джереми Силберстон | Энтони Горовиц  | 20 января 1999   | 8 августа 2003     |  |
| В деревушке Баджерс Дрифт, где инспектор Барнаби и сержант Трой два года назад расследовали преступление, снова неспокойно. Совершено жестокое убийство местного предпринимателя Ричарда Бэйли, которому и так оставалось жить совсем немного — незадолго до этого врачи диагностировали у него злокачественную опухоль головного мозга. Но на этом преступник не останавливается — убийства следуют одно за другим. Расследование осложняется тем, что практически у всех жителей деревни есть тайны, которыми они не намерены делиться с инспектором. Что же связывает погибших, в чём их вина перед неведомым мстителем? |            |                                                     |                    |                 |                  |                    |  |
| |            |                                                     |                    |                 |                  |                    |  |
| 7 | 2          | «Лес душителя» (англ. «Strangler's wood»)           | Джереми Силберстон | Энтони Горовиц  | 3 февраля 1999   | 8 августа 2003     |  |
| У Вороньего леса вблизи Коустона дурная слава — девять лет назад от рук маньяка там погибли три молодые женщины. Преступника так и не нашли, и со временем история начала забываться. Но вот, спустя годы, на том же месте найдена убитой ещё одна девушка — недавно приехавшая из Бразилии модель. Местные жители в шоке — неужели маньяк снова взялся за старое? Однако детали преступления позволяют инспектору Барнаби заподозрить не слишком умелую имитацию давней трагедии. |            |                                                     |                    |                 |                  |                    |  |
| |            |                                                     |                    |                 |                  |                    |  |
| 8 | 3          | «Вендетта по-английски» (англ. «Dead Man's Eleven») | Джереми Силберстон | Энтони Горовиц  | 12 сентября 1999 | 6 октября 2003     |  |
| Изуродованное тело жены состоятельного бизнесмена Кавендиша найдено возле заброшенного карьера. Это место и раньше слыло проклятым среди местных жителей — за последние девять лет там при различных обстоятельствах погибли несколько человек. И все они так или иначе имели отношение к семье Кавендишей. Связаны ли эти смерти между собой злой волей хитроумного преступника или это просто трагическое совпадение? Инспектору Барнаби и сержанту Трою предстоит изрядно повозиться со скелетами в шкафах добропорядочных пейзан, чтобы ответить на этот вопрос.                                                        |            |                                                     |                    |                 |                  |                    |  |
| |            |                                                     |                    |                 |                  |                    |  |
| 9 | 4          | «Семейные разборки» (англ. «Blood will out»)        | Мойра Армстронг    | Дуглас Ваткисон | 19 сентября 1999 | 27 декабря 2002    |  |
| Полковник Гектор Бриджес — человек со сложным характером и дурными манерами — убит в собственном доме. Начав расследование, инспектор Барнаби довольно быстро вычисляет его многочисленных врагов. Количество подозреваемых стремительно растёт, показания свидетелей противоречивы, а орудие убийства так и не найдено. Но хитроумный психологический ход Барнаби позволяет вывести преступника на чистую воду. |            |                                                     |                    |                 |                  |                    |  |
| |            |                                                     |                    |                 |                  |                    |  |

### Сезон 3 (1999—2000)
| № в сериале | № в сезоне | Название                                          | Режиссёр           | Сценарий           | Дата премьеры   | Дата выхода на DVD |  |
| --- | ---------- | ------------------------------------------------- | ------------------ | ------------------ | --------------- | ------------------ |  |
| 10 | 1          | «Смерть незнакомца» (англ. «Death of a stranger») | Питер Гриджин      | Дуглас Ливингстоун | 31 декабря 1999 | 12 января 2004\|   |  |
| Представители высшего света Мидсамера увлечены традиционной английской забавой — охотой на лис. Но после одного из таких выездов местные жители обнаруживают в овраге труп недавно поселившегося в этих краях бродяги. Полиции неизвестно даже имя несчастного. Власти предъявляют обвинение в убийстве местному шалопаю Биллу Гарди и считают дело закрытым. Однако, когда в лесу находят труп отца Билли, к делу подключается инспектор Барнаби. |            |                                                   |                    |                    |                 |                    |  |
| |            |                                                   |                    |                    |                 |                    |  |
| 11 | 2          | «Отвлекающий момент» (англ. «Blue herrings»)      | Питер Смит         | Хью Уайтмор        | 22 января 2000  | 12 января 2004     |  |
| В пансионате для престарелых внезапно умирают две почтенные леди. На первый взгляд эти смерти кажутся вполне естественными, но, подозревая недоброе, Элис Блай, находящаяся в этом пансионате, просит своего любимого племянника — инспектора Барнаби — начать расследование. |            |                                                   |                    |                    |                 |                    |  |
| |            |                                                   |                    |                    |                 |                    |  |
| 12 | 3          | «Судный день» (англ. «Judgement day»)             | Джереми Силберстон | Энтони Горовиц     | 29 января 2000  | 14 января 2004     |  |
| Мидсомер Мэллоу внешне кажется тихим сельским раем и даже борется за первенство в конкурсе «Идеальная деревня». Однако за хрупким фасадом благопристойности бушуют нешуточные страсти: совершаются кражи, жёны изменяют мужьям, дети и родители не находят общего языка. И вот, прямо накануне приезда жюри конкурса в деревне происходит убийство, жертвой которого становится местный ловелас — Питер Дринкуотер. Это никого особенно не удивляет — врагов у Питера было более чем достаточно. Но когда на глазах у всех одна из судей конкурса погибает от яда, подмешанного в местное вино, инспектор Барнаби понимает, что всё гораздо сложнее, чем казалось на первый взгляд.                                                                             |            |                                                   |                    |                    |                 |                    |  |
| |            |                                                   |                    |                    |                 |                    |  |
| 13 | 4          | «Загробная жизнь» (англ. «Beyond the grave»)      | Мойра Армстронг    | Дуглас Уоткинсон   | 5 февраля 2000  | 6 октября 2003     |  |
| Небольшой музей в Аспен Таллоу славится своей исторической экспозицией, увлечённым экскурсоводом и… привидением сэра Джонатана Лари. Долгое время потусторонние силы никак не проявляли себя, но неожиданно в музее начали происходить странные и зловещие события: изуродован портрет, ночью звонит замковый колокол, без видимой причины вспыхивает пожар. Однако действительно серьёзным поводом для полицейского расследования становится убийство, совершённое буквально в могиле сэра Лари. Свидетельница большинства этих событий — вдова Сандра МакКиллоп — почти уверена, что это её погибший муж таким образом пытается связаться с ней из загробного мира. Но инспектор Барнаби и сержант Трой придерживаются более материалистической точки зрения. |            |                                                   |                    |                    |                 |                    |  |
| |            |                                                   |                    |                    |                 |                    |  |

### Сезон 4 (2000—2001)
| № в сериале | № в сезоне | Название                                                    | Режиссёр           | Сценарий          | Дата премьеры    | Дата выхода на DVD |  |
| --- | ---------- | ----------------------------------------------------------- | ------------------ | ----------------- | ---------------- | ------------------ |  |
| 14 | 1          | «Сад смерти» (англ. «Garden of death»)                      | Питер Смит         | Кристофер Расселл | 10 сентября 2000 | 14 января 2004     |  |
| Семейство Инкпенов выкупает поместье в Мидсамер Деверелл и планирует произвести там кардинальные изменения. Прежде всего это касается сада, на месте которого они собираются построить кафе. Бывшие владельцы поместья, Беннетты, как и большинство жителей деревни, возмущены этой идеей и настроены на весьма серьёзное сопротивление. Поэтому когда члены семейства Инкпенов начинают погибать от руки неизвестного убийцы, именно «садовые страсти» становятся основной версией следствия. Однако некоторые факты не укладываются в эту гипотезу…                  |            |                                                             |                    |                   |                  |                    |  |
| |            |                                                             |                    |                   |                  |                    |  |
| 15 | 2          | «Ангел-разрушитель» (англ. «Destroying angel»)              | Дэвид Такер        | Дэвид Хоскинс     | 26 августа 2001  | 9 августа 2004     |  |
| Детектив Барнаби сопровождает Вуди и его жену Эвелин на похороны Карла Уэйнрайта, владельца роскошного отеля. Новый хозяин отеля Грегори разделяет свой бизнес с красавицей женой Сюзанной. По завещанию Карла отель должен принадлежать не только им, но и управляющему Тристану, и жене адвоката, который вел дела умершего, Джулии, бухгалтеру заведения. |            |                                                             |                    |                   |                  |                    |  |
| |            |                                                             |                    |                   |                  |                    |  |
| 16 | 3          | «Электрическая вендетта» (англ. «The electric vendetta»)    | Питер Смит         | Терри Ходжкинсон  | 2 сентября 2001  | 9 августа 2004     |  |
| На поле в одном из кругов, оставленных предположительно летающей тарелкой, находят тело голого мужчины со следами «вмешательства» неземных цивилизаций. Буквально через день там же обнаружен второй труп. Что это — действительно проделки НЛО или неумелая подделка, маскирующая убийства — предстоит выяснить Барнаби и Трою. |            |                                                             |                    |                   |                  |                    |  |
| |            |                                                             |                    |                   |                  |                    |  |
| 17 | 4          | «Кто убил старину Робина?» (англ. «Who killed cock Robin?») | Дэвид Такер        | Джемери Пол       | 9 сентября 2001  | 11 октября 2004    |  |
| Доктор Оливер Берджесс, возвращаясь домой после приятно проведенного вечера, случайно сбивает на дороге незнакомца. На место происшествия вызывают инспектора Барнаби, но когда инспектор прибывает, оказывается, что незнакомец таинственным образом исчез. Приступив к расследованию, Барнаби устанавливает, что хозяином расположенного рядом имения является бывший преступник, а ныне землевладелец Мелвин Стоккард. |            |                                                             |                    |                   |                  |                    |  |
| |            |                                                             |                    |                   |                  |                    |  |
| 18 | 5          | «Мрачная осень» (англ. «Dark autumn»)                       | Джереми Силберстон | Питер Дж. Хаммонд | 16 сентября 2001 | 11 октября 2004    |  |
| Найден труп Дейва Катлера — почтальона и дамского угодника. Детектив Барнаби выясняет, что у Катлера были романы чуть ли не со всеми местными особами, так что ревнивцев нашлось бы немало. Однако в скором времени обнаружено тело Дебби, секретарши владельца магазина антикварной мебели Ризона, — её убили тем же способом, что и Дейва. Следующей жертвой стал Ризон. Детектив настигает убийцу в момент очередного преступления. |            |                                                             |                    |                   |                  |                    |  |
| |            |                                                             |                    |                   |                  |                    |  |
| 19 | 6          | «Испорченный плод» (англ. «Tainted fruit»)                  | Джереми Силберстон | Питер Дж. Хаммонд | 23 сентября 2001 | 27 декабря 2004    |  |
| Владелица поместья Мелисса Таунсенд получает анонимные письма, в которых ей угрожают смертью. Внезапно в местной ветеринарной клинике крадут шприцы и наркотические препараты. Медсестру Салли находят в состоянии алкогольного отравления в собственной машине, а Меллису — убитой шприцем со смертельной дозой барбитуратов. Детектив Барнаби обнаруживает также труп хирурга Раифа, причем преступление инсценировано под самоубийство. Расследуя цепь неординарных событий, инспектор приходит к выводу, что в роли серийного убийцы на этот раз выступает женщина |            |                                                             |                    |                   |                  |                    |  |
| |            |                                                             |                    |                   |                  |                    |  |

### Сезон 5 (2002)
| № в сериале | № в сезоне | Название                                                             | Режиссёр      | Сценарий      | Дата премьеры    | Дата выхода на DVD |  |
| --- | ---------- | -------------------------------------------------------------------- | ------------- | ------------- | ---------------- | ------------------ |  |
| 20 | 1          | «Биржа для убийств» (англ. «Market for murder»)                      | Сара Хеллингс | Эндрю Пэйн    | 16 июня 2002     | 27 декабря 2004    |  |
| Инспектор Барнаби приезжает в деревню, чтобы разобраться в поджоге машины биржевого маклера Селвина Проктора. Но убийство Марджори Эмпсон, возглавлявшей женский читательский клуб, побуждает детектива расследовать тайную жизнь богатой общины. Оказалось, что этот клуб был «крышей» для воротил биржевого рынка. Одна из членов «клуба» — роскошная Джинни Шарп, любовница Селвина — опасалась, что Марджори будет её шантажировать.                                      |            |                                                                      |               |               |                  |                    |  |
| |            |                                                                      |               |               |                  |                    |  |
| 21 | 2          | «Червь в бутоне» (англ. «A worm in the bud»)                         | Дэвид Такер   | Майкл Расселл | 23 июня 2002     | 7 февраля 2005     |  |
| Когда находят тело Сьюзан Бартлетт, никто не сомневается в том, что она покончила жизнь самоубийством: многие знали, как Сьюзан переживала тот факт, что не сможет иметь детей. Но инспектор Барнаби обнаруживает, что предсмертная записка Сьюзан была отправлена по электронной почте после её гибели. |            |                                                                      |               |               |                  |                    |  |
| |            |                                                                      |               |               |                  |                    |  |
| 22 | 3          | «Колокол, предвещающий смерть» (англ. «Ring out your dead»)          | Сара Хеллингс | Эндрю Пэйн    | 15 сентября 2002 | 12 января 2004     |  |
| Звонари небольшого городка готовятся к очередному соревнованию в своем мастерстве, но роковые обстоятельства срывают праздник. Сначала на колокольне находят простреленное тело местного бабника Грега Татта. Инспектору Барнаби предстоит выяснить, месть ли это его жены или любовниц. Но вскоре умирает от удушья другой звонарь — астматик Маркус, преследуемый таинственным преступником. Затем—на паперти церкви перед венчанием погибает Эмма — невеста звонаря Лиэма. |            |                                                                      |               |               |                  |                    |  |
| |            |                                                                      |               |               |                  |                    |  |
| 23 | 4          | «Убийство в день святого Малли» (англ. «Murder on St. Malley's day») | Питер Смит    | Эндрю Пэйн    | 22 сентября 2002 | 11 апреля 2005     |  |
| Директор школы Экерсли-Хайд придерживается старомодных викторианских правил и запрещает ученикам общаться с местными жителями. Однажды во время ежегодных спортивных соревнований погибает от ножевого ранения ученик Дэниэл Талбот. Расследуя это дело, детектив Барнаби обнаруживает странный клуб, оказавшийся тайным обществом школьной элиты, готовящей себя к дипломатической службе. Безошибочный нюх ведет Барнаби по неожиданному следу.                             |            |                                                                      |               |               |                  |                    |  |
| |            |                                                                      |               |               |                  |                    |  |

### Сезон 6 (2003)
| № в сериале | № в сезоне | Название                                                     | Режиссёр           | Сценарий          | Дата премьеры  | Дата выхода на DVD |  |
| --- | ---------- | ------------------------------------------------------------ | ------------------ | ----------------- | -------------- | ------------------ |  |
| 24 | 1          | «Талант к жизни» (англ. «A talent for life»)                 | Сара Хеллингс      | Дэвид Хоскинс     | 3 января 2003  | 11 апреля 2005     |  |
| Энергичная пенсионерка Изабел Хьюит обвиняется в растрате общественных денег клуба «Флай Фишер». Члены клуба чувствуют подвох: уж слишком богата и известна Изабел, уж слишком много зависти она вызывает. И никто, даже самый близкий друг и советник Квентин Рок, не знает, что Изабел обанкротилась и живёт за счёт племянника и его жены. В день допроса на берегу реки находят изувеченные трупы Изабел и известного Казановы — доктора Гоффа. |            |                                                              |                    |                   |                |                    |  |
| |            |                                                              |                    |                   |                |                    |  |
| 25 | 2          | «Смерть и сны» (англ. «Death and dreams»)                    | Питер Смит         | Питер Дж. Хаммонд | 10 января 2003 | 13 июня 2005       |  |
| Спокойствие деревушки Мидсомер Уортинг нарушено самоубийством Мартина Роута. Казалось бы, все мотивы налицо: кого может удивить самоубийство депрессивного пьяницы и азартного игрока? Однако инспектора Барнаби смущает способ мнимого самоубийства: бечевка, обмотанная вокруг ноги и привязанная к курку пистолета. К тому же покойный настолько накачан транквилизаторами и алкоголем, что покончить с жизнью самостоятельно просто не мог. Круг подозреваемых достаточно разнообразен.                                                            |            |                                                              |                    |                   |                |                    |  |
| |            |                                                              |                    |                   |                |                    |  |
| 26 | 3          | «Кровавый рисунок» (англ. «Painted in blood»)                | Сара Хеллингс      | Эндрю Пэйн        | 17 января 2003 | 13 июня 2005       |  |
| Кружок рисования Джойс Барнаби организует благотворительную акцию в одной из живописных деревушек. Кроме неё в кружок входят ещё несколько человек, всерьез увлеченных рисованием. Неожиданно Джойс находит труп Рут Фэйрфакс — члена своего кружка, оказавшейся агентом тайной службы. По какому-то необъяснимому стечению обстоятельств все члены кружка оказались невольными свидетелями преступления, о чём они и не догадываются. В рисунке каждого — один из фрагментов убийства.                                                                |            |                                                              |                    |                   |                |                    |  |
| |            |                                                              |                    |                   |                |                    |  |
| 27 | 4          | «Предание о двух деревушках» (англ. «A tale of two hamlets») | Питер Смит         | Алан Плейтер      | 24 января 2003 | 8 августа 2005     |  |
| Глава известной семьи Руперт Смит-Уэбстер меняет своё завещание, включив в него племянника Ларри Смита, который погибает в результате нелепого взрыва. Оказывается, очень многие желали его смерти: дядя Ларри — Фрэнк Уэбстер, талантливый журналист Мэрдок, мечтающий о сенсационном материале, который прославит его на всю страну, молодая односельчанка Эмми, раздувающая мимолетную связь с Лэрри ради бесплатного куска хлеба и ста фунтов, викарий Саймон, женатый на матери покойного. Но преступление уходит корнями в темное прошлое семьи. |            |                                                              |                    |                   |                |                    |  |
| |            |                                                              |                    |                   |                |                    |  |
| 28 | 5          | «Стервятники» (англ. «Birds of prey»)                        | Джереми Силберстон | Майкл Рассел      | 31 января 2003 | 8 августа 2005     |  |
| Мэллори Эдмонтон обожает своих стервятников, но своего мужа Чарлза держит под замком на чердаке. Чарлз болен синдромом Альцгеймера, и находится под наблюдением домашнего врача — сестры Мэллори. Джордж Гамильтон, мэр городка и советник Чарлза, также замешан в этом странном домашнем аресте. Однажды ночью в дом Эдмонтонов забирается коллекционер редких яиц, который находит в холодильнике… труп Чарлза. |            |                                                              |                    |                   |                |                    |  |
| |            |                                                              |                    |                   |                |                    |  |

### Сезон 7 (2003—2004)
| № в сериале | № в сезоне | Название                                                     | Режиссёр        | Сценарий          | Дата премьеры   | Дата выхода на DVD |  |
| --- | ---------- | ------------------------------------------------------------ | --------------- | ----------------- | --------------- | ------------------ |  |
| 29 | 1          | «Лесной человек» (англ. «The green man»)                     | Сара Хеллингс   | Майкл Рассел      | 2 ноября 2003   | 10 октября 2005    |  |
| Во время расчистки старого туннеля происходит обвал, раскрывающий захоронение XVIII-го столетия. Среди старых человеческих останков доктор Баллард обнаруживает скелет, имеющий недавнее происхождение. По совпадению, в тот же день погибает местный подросток, предположительно, от руки Тома — странного человека, живущего в лесу. Пока инспектор Барнаби занимается делом о туннеле, сержант Трой приступает к расследованию убийства подростка. |            |                                                              |                 |                   |                 |                    |  |
| |            |                                                              |                 |                   |                 |                    |  |
| 30 | 2          | «Плохие известия» (англ. «Bad tidings»)                      | Питер Смит      | Питер Дж. Хаммонд | 4 января 2004   | 10 октября 2005    |  |
| Вечер, организованный ассоциацией «Мидсомер Мэллоу», заканчивается смертью Фионы Томпсон. Женщина покидает вечеринку, поругавшись с мужем. Расследовать дело Барнаби приходится с новым помощником — сержантом Дэном Скоттом, только что прибывшим из Лондона. |            |                                                              |                 |                   |                 |                    |  |
| |            |                                                              |                 |                   |                 |                    |  |
| 31 | 3          | «Король — рыбак» (англ. «The Fisher King»)                   | Ричард Холтхоуз | Изабелль Грей     | 11 января 2004  | 27 декабря 2005    |  |
| Тридцать лет назад известный в округе бабник Роджер Хелдман был найден мертвым вблизи Мидсамерского кургана, где в то время велись археологические раскопки. И вот теперь, сраженный кельтским копьем с того самого кургана, гибнет его единственный законный сын Гарет Хелдман. Вскоре во время праздника, основанного на древнем культе Короля-рыболова, получает стрелу в спину местный исследователь древности Дэвид Хартли-Рид — незаконнорожденный сын Роджера Хелдмана. Для отыскания истины Барнаби и Скотту приходится пробираться через лабиринт лжи, ревности и страха. Оказывается, что кроме двух погибших, у Хелдмана есть и другие дети.                        |            |                                                              |                 |                   |                 |                    |  |
| |            |                                                              |                 |                   |                 |                    |  |
| 32 | 4          | «Греховные деяния» (англ. «Sins Of Commission»)              | Питер Смит      | Элизабет-Энн Уил  | 18 января 2004  | 27 декабря 2005    |  |
| Маленькая деревенька в графстве Мидсомер известна своим ежегодным литературным фестивалем, на котором вручается Мэплиновская премия. И вот, накануне 12-го фестиваля лауреат премии этого года обнаружен мертвым. По-видимому, произошёл несчастный случай: писатель Ричард Рекхэм упал по пьяни с лестницы. Но вскоре следует другая смерть — убит редактор издательства Невилл Уильямс. Выясняется, что убитые мужчины были любовниками. Расследованию сильно мешают два обстоятельства. Во-первых, в деревне ажиотаж из-за приезда модной писательницы Джезабел Трипп. Во-вторых, дочь Барнаби Калли явно предпочитает общество некоего бывшего преступника всем остальным. |            |                                                              |                 |                   |                 |                    |  |
| |            |                                                              |                 |                   |                 |                    |  |
| 33 | 5          | «Прекрасная дева» (англ. «The maid in splendour»)            | Ричард Холтхоуз | Эндрю Пэйн        | 25 января 2004  | 6 февраля 2006     |  |
| Бармен заведения «Прекрасная дева» застрелен около заброшенного коттеджа. Изучая окружение погибшего, Барнаби и Скотт выясняют, что в баре конфликтовали две финансовые группировки, и в этот конфликт замешаны старый землевладелец Майкл Баннерман и его сын Стивен. Вскоре Стивена тоже находят убитым. |            |                                                              |                 |                   |                 |                    |  |
| |            |                                                              |                 |                   |                 |                    |  |
| 34 | 6          | «Соломенная ведьма» (англ. «The Straw Woman»)                | Сарра Хеллингс  | Джефф Доддс       | 29 февраля 2004 | 6 февраля 2006     |  |
| Ритуальное сожжение соломенной ведьмы в деревне Мидсомер-Парва приводит к реальному сожжению заживо помощника викария Алекса Дейкина. И, как обычно, стоило только инспектору Барнаби взяться за дело, происходит ещё одно убийство - на следующий день в местной церкви сгорает заживо викарий Джим Хейл. |            |                                                              |                 |                   |                 |                    |  |
| |            |                                                              |                 |                   |                 |                    |  |
| 35 | 7          | «Призраки того Рождества» (англ. «Ghosts of Christmas Past») | Ренни Рай       | Дэвид Хоскинс     | 25 декабря 2004 | 6 февраля 2006     |  |
| Под Рождество фокусник Фердинальд Вилльерс застрелился в собственном кабинете. Девять лет спустя вся его семья снова собирается в старом доме, не подозревая, что среди них прячется убийца. |            |                                                              |                 |                   |                 |                    |  |
| |            |                                                              |                 |                   |                 |                    |  |

### Сезон 8 (2004—2005)
| № в сериале | № в сезоне | Название                                                              | Режиссёр        | Сценарий          | Дата премьеры   | Дата выхода на DVD |  |
| --- | ---------- | --------------------------------------------------------------------- | --------------- | ----------------- | --------------- | ------------------ |  |
| 36 | 1          | «То, что случается в ночи» (англ. «Things That Go Bump in the Night») | Питер Смит      | Питер Дж. Хаммонд | 10 октября 2004 | 3 апреля 2006      |  |
| Местная ясновидящая открывает спиритический салон. По её рассказам, она вступает к контакт с ангелом, несущим смерть. И в тихой деревне начинается череда загадочных убийств. |            |                                                                       |                 |                   |                 |                    |  |
| |            |                                                                       |                 |                   |                 |                    |  |
| 37 | 2          | «Труп в воде» (англ. «Dead in the Water»)                             | Ренни Ри        | Дуглас Уоткинсон  | 17 октября 2004 | 3 апреля 2006      |  |
| Начало ежегодной регаты в Мидсомере омрачено убийством председателя местного яхт-клуба. Его, ударив по голове, бросили в воду. |            |                                                                       |                 |                   |                 |                    |  |
| |            |                                                                       |                 |                   |                 |                    |  |
| 38 | 3          | «Орхидея-убийца» (англ. «Orchis Fatalis»)                             | Питер Смит      | Терри Ходжкинсон  | 9 января 2005   | 3 апреля 2006      |  |
| Ботаники Джимми и Маделин обнаружили в джунглях Борнео новый сорт орхидеи. Это сулило им не только славу первооткрывателей, но и большую прибыль. Но вскоре Маделин была найдена мертвой в собственной спальне. Инспектор Барнеби надеется, что тайну её смерти поможет открыть дневник, записи в котором сделаны на латыни.                    |            |                                                                       |                 |                   |                 |                    |  |
| |            |                                                                       |                 |                   |                 |                    |  |
| 39 | 4          | «Бэнтлинг Бой» (англ. «Bantling Boy»)                                 | Сарра Хеллингс  | Стив Траффорд     | 16 января 2005  | 5 июня 2006        |  |
| Деревня Мидсомера замерла в ожидании ежегодных скачек. Фаворитом считается жеребец по кличке Бэнтлинг Бой. У него несколько владельцев, но самый большой пай у Брюса Хартли, который и тренировал лошадь. Он известен дурным характером, пьянством и грубостью. Накануне скачек он поругался с жокеем и на старт лошадь вывел другой спортсмен. |            |                                                                       |                 |                   |                 |                    |  |
| |            |                                                                       |                 |                   |                 |                    |  |
| 40 | 5          | «Ясновидящие» (англ. «Second Sight»)                                  | Ричард Холтхоуз | Тони Этчелс       | 23 января 2005  | 5 июня 2006        |  |
| Тело Джона Ренсома со следами побоев было доставлено ночью в деревенский морг. Отец молодого человека довольно холодно отнесся к известию о смерти сына. Инспектор Барнаби начинает расследование. |            |                                                                       |                 |                   |                 |                    |  |
| |            |                                                                       |                 |                   |                 |                    |  |
| 41 | 6          | «Сокрытые тайны» (англ. «Hidden Depths»)                              | Сарра Хеллингс  | Дэвид Хоскинс     | 13 марта 2005   | 5 июня 2006        |  |
| Садовник нашёл бездыханное тело Николаса. Полиция обнаружила на крыше дома следы борьбы — мужчина был явно сброшен оттуда. |            |                                                                       |                 |                   |                 |                    |  |
| |            |                                                                       |                 |                   |                 |                    |  |
| 42 | 7          | «Соус к дичи» (англ. «Sauce for the Goose»)                           | Ренни Ри        | Эндрю Пэйн        | 3 апреля 2005   | 7 августа 2006     |  |
| По слухам, соус «Пламмер» сделан по секретному рецепту отца-основателя фирмы Мориса. Он содержит массу ингредиентов, но тот, что выплыл по конвейеру ранним недобрым утром, рецептурой был явно не предусмотрен — это было обнаженное тело неизвестного мужчины.                                                                                |            |                                                                       |                 |                   |                 |                    |  |
| |            |                                                                       |                 |                   |                 |                    |  |
| 43 | 8          | «Мидсомерская рапсодия» (англ. «Midsomer Rhapsody»)                   | Ричард Холтхоуз | Ричард Камерон    | 2 октября 2005  | 7 августа 2006     |  |
| Артур Леггот, учитель музыки на пенсии, был убит в собственном доме. Последнее время он жил в «Кедрах» — доме для престарелых. Зачем он отправился в свой старый дом, да ещё ночью, пока загадка для следствия. |            |                                                                       |                 |                   |                 |                    |  |
| |            |                                                                       |                 |                   |                 |                    |  |

### Сезон 9 (2005—2006)
| № в сериале | № в сезоне | Название                                                               | Режиссёр        | Сценарий                     | Дата премьеры    | Дата выхода на DVD |  |
| --- | ---------- | ---------------------------------------------------------------------- | --------------- | ---------------------------- | ---------------- | ------------------ |  |
| 44 | 1          | «Дом в лесу» (англ. «The house in the woods»)                          | Питер Смит      | Берри Симнер                 | 9 октября 2005   | 7 августа 2006     |  |
| Кэролин и Питер Кэйвы ищут дом. В процессе поисков они наталкиваются на старый полуразрушенный особняк, находящийся в лесном массиве. Однажды утром их находят задушенными в своей машине в 200-х ярдах от дома. Орудием убийства стала рояльная струна, которая и была обнаружена неподалёку. Инспектор Барнаби находит нового помощника — констебля Бен Джонса. |            |                                                                        |                 |                              |                  |                    |  |
| |            |                                                                        |                 |                              |                  |                    |  |
| 45 | 2          | «Смертельные письма» (англ. «Dead Letters»)                            | Ренни Ри        | Питер Дж. Хаммонд            | 26 февраля 2006  | 9 октября 2006     |  |
| Когда Мэрион Слейт была обнаружена мертвой, соседи почти ничего не смогли о ней рассказать: женщина жила замкнуто и ни с кем из них не общалась. Её психоаналитик сообщил, что Мэриан была глубоко подавлена и несчастна из-за смерти дочери, случившейся восемь лет назад. Инспектору Барнаби и констеблю Джонсу предстоит выяснить, покончила ли Мэрион с собой или была убита. |            |                                                                        |                 |                              |                  |                    |  |
| |            |                                                                        |                 |                              |                  |                    |  |
| 46 | 3          | «Бег лисицы» (англ. «Vixen’s Run»)                                     | Питер Смит      | Майкл Айткенс                | 5 марта 2006     | 9 октября 2006     |  |
| Состоятельный аристократ сэр Фредди Батлер собрал всех родных, чтобы сообщить им нечто важное, но не успел — умер как раз во время семейного обеда. Между родственниками Фредди начинается борьба за наследство. |            |                                                                        |                 |                              |                  |                    |  |
| |            |                                                                        |                 |                              |                  |                    |  |
| 47 | 4          | «Среди мертвецов» (англ. «Down among the dead men»)                    | Ренни Ри        | Дуглас Уоткинсон             | 12 марта 2006    | 9 октября 2006     |  |
| В полицию поступило анонимное сообщение об убийстве клерка местного совета Мартина Барретта. Инспектор Барнаби выясняет, что мистер Барретт шантажировал известного коллекционера — и, возможно, не его одного. |            |                                                                        |                 |                              |                  |                    |  |
| |            |                                                                        |                 |                              |                  |                    |  |
| 48 | 5          | «Четыре мертвеца и одна свадьба» (англ. «Four Funerals And A Wedding») | Сара Хеллингс   | Элизабет-Энн Уил             | 24 сентября 2006 | 5 февраля 2007     |  |
| Жителям деревни Броутон, видимо, совершенно нечем заняться. С давних времен они разделились по половому признаку на два общества. Каждый год на ярмарке женское общество проводит церемонию «гонки с половниками», имеющей целью унизить мужчин. Мужчины, однако, с большим удовольствием принимают в ней участие. В этом году праздник не заладился: накануне умерла пожилая феминистка Милдред Дэнверс, а во время гонки застрелили её двоюродного брата женоненавистника и гея преподобного Энтони Ганта. |            |                                                                        |                 |                              |                  |                    |  |
| |            |                                                                        |                 |                              |                  |                    |  |
| 49 | 6          | «Деревенские дела» (англ. «Country Matters»)                           | Ричард Холтхоуз | Эндрю Пэйн                   | 10 сентября 2006 | 25 декабря 2006    |  |
| Фирма Goodfare собирается строить в деревне супермаркет. Половина жителей это одобряет, другая половина горячо протестует. Некий Фрэнк Хопкирк работает консультантом по экологии в Goodfare и в местном совете. Впрочем, в деревне он в основном занимается не экологией, а посещением различных «курсов», организованных местными женщинами. А в итоге получает 15 ударов ножом в грудь. Что же послужило мотивом убийства: его работа, или успехи на «курсах»?                                            |            |                                                                        |                 |                              |                  |                    |  |
| |            |                                                                        |                 |                              |                  |                    |  |
| 50 | 7          | «Смерть в хоре» (англ. «Death in Chorus»)                              | Сара Хеллингс   | Кэролайн Грэм, Дэвид Лоуренс | 3 сентября 2006  | 25 декабря 2006    |  |
| Художник и певец любительского хора деревни Мидсамер Ворси Коннор Симпсон сильно расстроился, увидев на стене своего дома свиное сердце и угрожающую надпись. Чуть позже на репетиции хора он потерял сознание. А вечером того же дня кто-то разбил его голову кочергой. Но самое страшное то, что аналогичное письмо с угрозами (правда, без сердца) получила супруга инспектора Барнаби Джойс! |            |                                                                        |                 |                              |                  |                    |  |
| |            |                                                                        |                 |                              |                  |                    |  |
| 51 | 8          | «Прошлогодняя модель» (англ. «Last Year’s Model»)                      | Ричард Холтхоуз | Дэвид Хоскинс                | 17 сентября 2006 | 5 февраля 2007     |  |
| Энни Вудроу из деревни Мидсамер Малхем предстаёт перед судом по обвинению в убийстве лучшей подруги Франциски Тревельян. Десять месяцев назад Барнаби руководил расследованием этого преступления. Но чем увереннее прокурор ведет дело к обвинительному вердикту, тем больше сомнений поселяется в душе старшего инспектора. В итоге он решается на рискованное предприятие, чтобы узнать правду. В то же время констебль Джонс получает повышение и становится сержантом.                                  |            |                                                                        |                 |                              |                  |                    |  |
| |            |                                                                        |                 |                              |                  |                    |  |

### Сезон 10 (2006—2008)
| № в сериале | № в сезоне | Название                                                  | Режиссёр        | Сценарий          | Дата премьеры  | Дата выхода на DVD |  |
| --- | ---------- | --------------------------------------------------------- | --------------- | ----------------- | -------------- | ------------------ |  |
| 52 | 1          | «Танец с мертвецом» (англ. «Dance with the dead»)         | Питер Смит      | Питер Дж. Хаммонд | 12 ноября 2006 | 2 апреля 2007      |  |
| На заброшенном военном аэродроме времен Второй мировой войны обнаружили в машине тело молодого человека, погибшего от угарного газа. Вначале решили, что произошло самоубийство. Но вскоре стало очевидным, что Саймона Брайта перед смертью ударили по голове. Его девушка, иммигрантка Лора Шарп, пропала. Выясняется, что у девушки было множество любовников (причем не только мужчин, но и женщин), которых она использовала в своих корыстных интересах… |            |                                                           |                 |                   |                |                    |  |
| |            |                                                           |                 |                   |                |                    |  |
| 53 | 2          | «Зверь внутри» (англ. «The animal within»)                | Ренни Ри        | Дэвид Хоскинс     | 19 января 2007 | 2 апреля 2007      |  |
| Фэйт Александер, приехавшая в Мидсомер к своему дядюшке Рексу Мастерсу, которого давно не видела, обнаруживает, что он таинственным образом исчез. Ещё она узнает интересную вещь: оказывается, дядя сообщил всем, что Фэйт погибла во время катастрофы самолёта. Когда в запруде находят тело Рекса, трое его друзей и племянница, которую считали погибшей, заявляют свои права на его состояние. |            |                                                           |                 |                   |                |                    |  |
| |            |                                                           |                 |                   |                |                    |  |
| 54 | 3          | «Кристалл короля» (англ. «King's crystal»)                | Питер Смит      | Стив Траффорд     | 26 января 2007 | 2 апреля 2007      |  |
| «Кристалл короля» — семейный бизнес по производству изделий из стекла в Мидсомере — терпит крах после смерти совладельца Алана Кинга, произошедшей в Шанхае. Спустя полгода его вдова Хилари выходит замуж за брата Алана, Чарльза, который теперь руководит компанией и к тому же является масоном. Поступок Хилари вызывает сильный гнев её сына Иэна и его друга, гея Дэвида Монро. Когда же обнаруживают тело Питера Бакстера, ответственного за финансы сотрудника фирмы, за помощью в расследовании убийства обращаются к Барнаби. Оказывается, что сержант Джонс тоже состоял в масонской ложе! |            |                                                           |                 |                   |                |                    |  |
| |            |                                                           |                 |                   |                |                    |  |
| 55 | 4          | «Грядёт Эксмэн» (англ. «The Axeman cometh»)               | Ренни Ри        | Майкл Айткенс     | 2 февраля 2007 | 11 июня 2007       |  |
| Деревня Баджерс Дрифт, где проводится рок-фестиваль, сталкивается с трагическими событиями, когда один за другим начинают погибать участники рок-группы. |            |                                                           |                 |                   |                |                    |  |
| |            |                                                           |                 |                   |                |                    |  |
| 56 | 5          | «Смерть и прах» (англ. «Death and dust»)                  | Сара Хеллингс   | Дуглас Уоткинсон  | 8 мая 2007     | 6 августа 2007     |  |
| Врач из деревни Мидсамер Маркет Алан Делени гибнет в автокатастрофе, виновник которой исчез. Барнаби подозревает, что целью убийцы был другой человек — доктор Джеймс Кирквуд. Зачем покушаться на Кирквуда? Для того ли, чтоб предотвратить его женитьбу на богатой вдове Делит Мостин? Или дело в пропавших из клиники 30000 фунтов? |            |                                                           |                 |                   |                |                    |  |
| |            |                                                           |                 |                   |                |                    |  |
| 57 | 6          | «Картина невинности» (англ. «Picture of innocence»)       | Ричард Холтхоуз | Эндрю Пэйн        | 3 июня 2007    | 6 августа 2007     |  |
| Борьба между приверженцами традиционной пленочной и цифровой фотографии порой принимает трагический оборот. |            |                                                           |                 |                   |                |                    |  |
| |            |                                                           |                 |                   |                |                    |  |
| 58 | 7          | «Его ищут здесь» (англ. «They seek him here»)             | Сара Хеллингс   | Барри Парчиз      | 27 апреля 2008 | 9 июня 2008        |  |
| В Мидсомер Магна проходят съёмки фильма о Великой французской революции. Люди теряют головы на гильотине, и не только на съёмках. |            |                                                           |                 |                   |                |                    |  |
| |            |                                                           |                 |                   |                |                    |  |
| 59 | 8          | «Смерть в бонбоньерке» (англ. «Death in a chocolate box») | Ричард Холтхоуз | Тони Этчелс       | 11 мая 2008    | 9 июня 2008        |  |
| В экспериментальном поселке, где проходят реабилитацию бывшие преступники, убит работавший там друг молодости инспектора Барнаби. Начавшееся расследование показывает, что следы тянутся в далекое прошлое: 16 лет назад несколько офицеров полиции были обвинены в сексуальной связи с задержанной женщиной. В том же полицейском участке в то же время работал и убитый. |            |                                                           |                 |                   |                |                    |  |
| |            |                                                           |                 |                   |                |                    |  |

### Сезон 11 (2008—2010)
| № в сериале | № в сезоне | Название                                           | Режиссёр        | Сценарий         | Дата премьеры   | Дата выхода на DVD |  |
| --- | ---------- | -------------------------------------------------- | --------------- | ---------------- | --------------- | ------------------ |  |
| 60 | 1          | «Выстрел на рассвете» (англ. «Shot At Dawn»)       | Ричард Холтхоуз | Майкл Айткенс    | 1 января 2008   | 12 апреля 2008     |  |
| Трудно расследовать убийства без видимых мотивов. Не видит их здесь поначалу и инспектор Барнаби. Вопросы встают один за другим. Почему невинный план унижения старины Генри приводит к его реальному убийству? Почему орудие убийства брошено на мелководье? Чтобы его быстрее нашли? А вторую жертву убили вообще из пулемёта, но так искусно, словно работал профессионал. Чтобы ответить на эти вопросы, инспектору приходится вспомнить старую истину: «Чтобы понять настоящее,— загляни в прошлое…». |            |                                                    |                 |                  |                 |                    |  |
| |            |                                                    |                 |                  |                 |                    |  |
| 61 | 2          | «Кровавая свадьба» (англ. «Blood Wedding»)         | Питер Смит      | Дэвид Лоуренс    | 6 июля 2008     | 4 августа 2008     |  |
| Пышная свадьба в родовом замке неожиданно заканчивается зверским убийством подруги невесты. На место преступления прибывают инспектор Барнаби и его помощник. Несмотря на это, убийства продолжаются и, более того, следует покушение на самого инспектора Барнаби. Тем временем идёт подготовка к свадьбе дочери инспектора — Калли. В конце серии появляется Трой — помощник Барнаби в первых сезонах сериала. |            |                                                    |                 |                  |                 |                    |  |
| |            |                                                    |                 |                  |                 |                    |  |
| 62 | 3          | «Оставленный умирать» (англ. «Left For Dead»)      | Ренни Ри        | Майкл Кромптон   | 20 июля 2008    | 1 сентября 2008    |  |
| Снова корни серии загадочных убийств ведут в прошлое. Снова мотивов для убийств более чем достаточно, но выстраиваются они как-то «наоборот». Например, угрозы собственникам домов, «мешающих» дорожному строительству, заканчиваются гибелью заинтересованного в строительстве бизнесмена. Любовный треугольник, казалось бы, «распался», но во время свадьбы невесту находят с перерезанным горлом. Пытаясь установить, что же связывает все эти и другие убийства, инспектор Барнаби сам попадает в ловушку. |            |                                                    |                 |                  |                 |                    |  |
| |            |                                                    |                 |                  |                 |                    |  |
| 63 | 4          | «Жизнь в Мидсомере» (англ. «Midsomer Life»)        | Питер Смит      | Дэвид Хоскинс    | 13 июля 2008    | 6 октября 2008     |  |
| Снова друг за другом умирают три человека. В процессе трудного расследования Барнаби вычисляет убийцу — человека, которому были очень выгодны все эти убийства. |            |                                                    |                 |                  |                 |                    |  |
| |            |                                                    |                 |                  |                 |                    |  |
| 64 | 5          | «Племянник мага» (англ. «The Magician's Nephew»)   | Ричард Холтхоуз | Майкл Рассел     | 27 июля 2008    | 6 октября 2008     |  |
| На этот раз инспектор Барнаби и его помощник вторгаются в расследование дела, имеющего мистическую подоплёку. |            |                                                    |                 |                  |                 |                    |  |
| |            |                                                    |                 |                  |                 |                    |  |
| 65 | 6          | «Дни беспорядков» (англ. «Days of Misrule»)        | Ренни Ри        | Элизабет-Энн Уил | 24 декабря 2008 | 2 февраля 2009     |  |
| В озере находят всплывший железный ящик с трупом внутри. Убитый оказывается предполагаемым отцом бывшей пассии местного ловеласа. Начинается расследование, в котором ловелас — первый подозреваемый. Но тот всё отрицает до тех пор, пока его самого не находят зарезанным. Загадка усложняется, когда найденный возле трупа окровавленный нож оказывается не соответствующим смертельной ране на теле ловеласа. Параллельно взлетает на воздух гараж на автобазе. Спустя некоторое время Барнеби восклицает: «Что ж, мы раскрыли причину взрыва, но при чём тут все остальные убийства?!». Наконец, сопоставив все факты, инспектор приходит к выводу, что цепь всех событий — дело рук не одного человека, но каковы мотивы всех этих и других преступлений? |            |                                                    |                 |                  |                 |                    |  |
| |            |                                                    |                 |                  |                 |                    |  |
| 66 | 7          | «Общение с мертвыми» (англ. «Talking to the Dead») | Сара Хеллингс   | Дэвид Лоуренс    | 5 мая 2010      | 7 января 2010      |  |
| Полиция последовательно находит в лесу трупы некоторых из исчезнувших недавно людей до тех пор, пока не наталкивается на сумасшедшего человека с гримасой страха на лице, свидетельствующей о том, что он пережил глубочайшее нервное потрясение. |            |                                                    |                 |                  |                 |                    |  |
| |            |                                                    |                 |                  |                 |                    |  |

### Сезон 12 (2009—2010)
| № в сериале | № в сезоне | Название                                            | Режиссёр        | Сценарий          | Дата премьеры    | Дата выхода на DVD |  |
| --- | ---------- | --------------------------------------------------- | --------------- | ----------------- | ---------------- | ------------------ |  |
| 67 | 1          | «Запутанные убийства» (англ. «The Dogleg Murders»)  | Ричард Холтхоуз | Эндрюй Пэйн       | 22 июля 2009     | 7 сентября 2009    |  |
| На поле гольф-клуба во время игры произошло убийство одного из игроков. Он в поисках своего мяча углубился в лес, где и был забит до смерти собственной клюшкой для гольфа. За расследование берётся инспектор Барнаби. |            |                                                     |                 |                   |                  |                    |  |
| |            |                                                     |                 |                   |                  |                    |  |
| 68 | 2          | «Чёрная книга» (англ. «The Black Book»)             | Питер Смит      | Николас Мартин    | 5 августа 2009   | 7 сентября 2009    |  |
| Старушка привозит в магазин на продажу старую картину. Картина оказывается очень дорогой, и, понимая, что её пытаются надуть, она переправляет её на аукцион, где выручает крупную сумму. Однако бедная старушка не успевает воспользоваться этими деньгами. Барнаби начинает расследование: кто же и почему задушил бедную пожилую женщину? |            |                                                     |                 |                   |                  |                    |  |
| |            |                                                     |                 |                   |                  |                    |  |
| 69 | 3          | «Секреты и шпионы» (англ. «Secret and Spies»)       | Рэнни Ри        | Майкл Айткенс     | 29 июля 2009     | 7 сентября 2009    |  |
| Корни этих преступлений, порой ужасных, порой мистических, к расследованию которых приступает Барнаби, уходят далеко в прошлое, вот почему инспектор и его помощник долго не могут нащупать их мотив. |            |                                                     |                 |                   |                  |                    |  |
| |            |                                                     |                 |                   |                  |                    |  |
| 70 | 4          | «Авария» (англ. «The Glitch»)                       | Ричард Холтхоуз | Майкл Рассел      | 23 сентября 2009 | 26 декабря 2009    |  |
| Инспектор Том Барнаби и сержант Бен Джонс расследуют очередное запутанное дело — убийство учительницы местной школы. После заседания велосипедного клуба она поздно вечером возвращалась домой на чужом велосипеде и была сбита машиной. Может, хотели убить совсем не её? |            |                                                     |                 |                   |                  |                    |  |
| |            |                                                     |                 |                   |                  |                    |  |
| 71 | 5          | «Малые милости» (англ. «Small Mercies»)             | Питер Смит      | Питер Дж. Хаммонд | 28 октября 2009  | 26 декабря 2009    |  |
| Очередное запутанное дело — убийство местного ловеласа Ричарда Тауэра, труп которого был найден сторожем в игрушечном городке миниатюрной копии деревни — среди домов. Его тело было привязано шпагатом к колышкам так, как это сделали лилипуты с Гулливером. Барнаби берется за дело, но каждое из новых убийств только ещё больше запутывает следствие. |            |                                                     |                 |                   |                  |                    |  |
| |            |                                                     |                 |                   |                  |                    |  |
| 72 | 6          | «Ночной вор» (англ. «The Creeper»)                  | Ренни Ри        | Эндрю Пэйн        | 27 января 2010   | 1 марта 2010       |  |
| Пока идет поиск следов ночного воришки в одном месте, в другом — совершается новое преступление с его участием, заканчивающееся на этот раз трагически. Жертва — известный писатель. Прибыв на место, Барнаби сразу выясняет две вещи: во-первых, писатель вопреки запрету намеревался написать историю аристократической семьи, которую как раз и обчистил ночной вор, и, во-вторых, кроме вора в комнате жертвы побывал ещё кто-то… Последовавшее далее убийство семейного врача аристократов и проникновение ночного вора в дом к самому Барнаби ещё больше запутывают дело… Знает ли убийца ночного вора? Знал ли ночной вор убийцу? Знали ли жертвы убийцу? А может, ночной вор и есть убийца? Имеют ли ночные ограбления отношение к убийствам? Вот круг вопросов, на которые должен ответить Барнаби. |            |                                                     |                 |                   |                  |                    |  |
| |            |                                                     |                 |                   |                  |                    |  |
| 73 | 7          | «Большой и добрый» (англ. «The Great and the Good») | Ричард Холтхоуз | Дэвид Хоскинс     | 14 апреля 2010   | 7 июня 2010        |  |
| Девушка, страдающая лунатизмом, среди ночи будит соседей, так как ей все время мерещатся посторонние в её доме. Что же тут удивительного? Да ничего, если не считать того, что после таких бурных ночей где-то поблизости обнаруживается очередной труп. Барнаби берется за дело. |            |                                                     |                 |                   |                  |                    |  |
| |            |                                                     |                 |                   |                  |                    |  |

### Сезон 13 (2010—2011)
| № в сериале | № в сезоне | Название                                                            | Режиссёр        | Сценарий          | Дата премьеры    | Дата выхода на DVD |  |
| --- | ---------- | ------------------------------------------------------------------- | --------------- | ----------------- | ---------------- | ------------------ |  |
| 74 | 1          | «Идеально скроенное убийство» (англ. «The Made-to-Measure Murders») | Питер Смит      | Эйнди Пэйн        | 12 мая 2010      | 7 июня 2010        |  |
| Два года назад от инфаркта умирает портной Геральд Вудлей. Соня, жена портного, собираясь исповедаться преподобному Морланду, умирает у дверей церкви. Выясняется, что портной был очень жестоким человеком, и поэтому Сони, её сын Люк и брат Геральда, Мэттью, прежде чем вызвать скорую помощь, выждали время, и Геральд умер. Покойный оставил после себя вдове и сыну хорошее наследство. Воздыхатель Сони, Моррис Бинхам, передаёт преподобному записку, по просьбе Сони, после чего тот умирает так же как и Соня, убитый портновскими ножницами. Когда Барнаби находит письмо, он понимает, что Соня стала случайной свидетельницей связи, которая и повлекла за собой цепочку убийств. |            |                                                                     |                 |                   |                  |                    |  |
| |            |                                                                     |                 |                   |                  |                    |  |
| 75 | 2          | «Меч Гийома» (англ. «The Sword of Guillaume»)                       | Ренни Ри        | Майкл Айткенс     | 10 февраля 2010  | 12 апреля 2010     |  |
| Том Барнаби присоединяется к экскурсионной поездке в городок Брайтон, где в планах местного мэра — покупка прибрежной земли, не совсем законным путём. А тем временем, в родном городке Барнаби несколько жителей получают письма-обвинения. Леди Матильда, из древнего британского рода Гийомов попала в этот список и получила угрожающее письмо. Она верит, что её сын Ричард Вильгельм, последний потомок из благородного рода, жестоко избитый 20 лет назад и теперь парализованный, был жертвой зависти к древнему роду. Такие же письма получили викарий, хозяин маслозавода Хью Дэлглиш и владелица отеля Дженни Рассел, Дэлглиш, обезглавленный саблей, украденной из могилы рода Вильгельмов. Барнаби уверен, что всех, кого он арестовал и на кого думал, не могут быть причастны к следующим преступлениям. |            |                                                                     |                 |                   |                  |                    |  |
| |            |                                                                     |                 |                   |                  |                    |  |
| 76 | 3          | «Кровь на седле» (англ. «Blood on the Saddle»)                      | Ричард Холтхоуз | Дэвид Лоуренс     | 8 сентября 2010  | 4 октября 2010     |  |
| На шоу «Дикий Запад» в Форд-Флори убита Фэй Леннокс — менеджер недвижимости и любовница фермера Джека Финчера, который уже давно конфликтует с соседом Сайласом Бёбеджом из-за куска пустыря. Вскоре убивают и самого Финчера. У полиции нет недостатка в подозреваемых: семья Бёбеджей, жена Джека Сьюзан, Дэн Малко, который хочет купить пустырь, Мэри Морган, чью собаку застрелил Финчер… Орудия убийств также необычны: ковбойский нож, лассо, винчестер XIX века. Инспектору Барнаби предстоит познакомиться с историей американского Запада и выяснить, кто же из местных любителей старины должен ответить за кровь на седле. |            |                                                                     |                 |                   |                  |                    |  |
| |            |                                                                     |                 |                   |                  |                    |  |
| 77 | 4          | «Безмолвная земля» (англ. «The Silent Land»)                        | Питер Смит      | Питер Дж. Хаммонд | 22 сентября 2010 | 4 октября 2010     |  |
| Джойс кажется, что, возвращаясь домой поздней ночью, она кого-то сбила, но поиски пострадавшего так ничего и не дали. Тем не менее, утром на ближайшем кладбище было найдено мёртвое тело. Убитым оказался библиотекарь Джеральд Эббс, который ранее добровольно вызвался сторожить кладбище. Смерть Эббса была выгодна многим в деревне: и помощнице библиотекаря Саре Шарп, и Джеффу Боумейкеру — организатору ночных «прогулок с призраками», и хозяйке гостиницы Алисе Карвер, и историку Вере Кент. |            |                                                                     |                 |                   |                  |                    |  |
| |            |                                                                     |                 |                   |                  |                    |  |
| 78 | 5          | «Мастер-класс» (англ. «Master Class»)                               | Ренни Ри        | Николас Мартин    | 6 октября 2010   | 4 октября 2010     |  |
| Талантливая начинающая пианистка Зое Сток, проходя обучение в частной музыкальной школе, однажды видит, как молодая женщина тонет в реке, спрятав своего грудного младенца в кустах. Но полиция не находит утопленницу, а инспектор Барнаби вспоминает идентичную ситуацию восемнадцатилетней давности. |            |                                                                     |                 |                   |                  |                    |  |
| |            |                                                                     |                 |                   |                  |                    |  |
| 79 | 6          | «Благородное искусство» (англ. «The Noble Art»)                     | Ричард Холтхоуз | Барри Парчиз      | 13 октября 2010  | 18 октября 2010    |  |
| Мировой судья Джеральд Фаркуасон устраивает вечеринку, чтобы отпраздновать победу местного жителя Джона Кинселла, завоевавшего титул чемпиона мира по боксу в среднем весе. В числе гостей приглашён и Барнаби, а также местный адвокат Джайлс Брейтуэйт, его секретарь Айрис, Грейс — жена менеджера Кинселла, Фрэнка Бишепа. Себастьян, сын судьи, хочет лишить отца управления собственностью. Он обращается за помощью к адвокату Джайлсу. В тот же день у того назначены ещё важные встречи. Бишеп обнаруживает убитого адвоката и разграбленный офис. Камилла, невестка Джеральда, беременна, но кто отец? Во время реконструкции показательного боя в имении находят труп Фрэнка Бишепа. Подозрение Барнаби падает на ближайшее окружение убитых, не подозревает он лишь одного человека.                        |            |                                                                     |                 |                   |                  |                    |  |
| |            |                                                                     |                 |                   |                  |                    |  |
| 80 | 7 7        | «Не в моём дворе» (англ. «Not in My Back Yard»)                     | Питер Смит      | Дж. Си. Вилшер    | 12 января 2011   | 17 января 2011     |  |
| Убита скандалистка и лидер «Природоохранного общества Мидсомера», на руках которой были неопровержимые доказательства мошенничества по разработке и застройке окраины деревни, с расчётом на то, что качество построек будет низким. Политическая перебранка, кражи со взломом и сексуальные связи присутствуют в изобилии в живописном Грейт Пелфе. |            |                                                                     |                 |                   |                  |                    |  |
| |            |                                                                     |                 |                   |                  |                    |  |
| 81 | 8          | «Годен для убийства» (англ. «Fit for Murder»)                       | Ренни Ри        | Эндрю Пэйн        | 2 февраля 2011   | 7 февраля 2011     |  |
| Тело миссис Потинджер находят в процедурной комнате СПА-отеля, куда Том Барнаби приехал на отдых. Загадочным образом исчезает и муж погибшей, поиски которого не приводят к результатам. Отель на грани банкротства и лишняя шумиха с убийством хозяину отеля не нужна. Случайно узнав, что у подруги жены есть рукопись неопубликованного романа, которому она посвятила 30 лет жизни, он пытается выкрасть её, но его находят убитым в тренажерном зале отеля. Барнаби удаётся найти в отеле потайной ход, который приводит его к умирающему мистеру Потинджеру. Раскрыв преступление, Том Барнаби объявляет о своей отставке. |            |                                                                     |                 |                   |                  |                    |  |
| |            |                                                                     |                 |                   |                  |                    |  |

### Сезон 14 (2011—2012)
| № в сериале | № в сезоне | Название                                                   | Режиссёр        | Сценарий                         | Дата премьеры    | Дата выхода на DVD |  |
| --- | ---------- | ---------------------------------------------------------- | --------------- | -------------------------------- | ---------------- | ------------------ |  |
| 82 | 1          | «Смерть в крайней полосе» (англ. «Death in the Slow Lane») | Ричард Холтхоуз | Майкл Айткенс                    | 23 марта 2011    | 20 января 2011     |  |
| Новый старший инспектор Джон Барнаби прибывает в Мидсомер и удивлен его странным обитателям. Но когда местного диджея задавили в частной школе для девочек, он понимает, что смерть и обман всегда рядом. Число трупов растет, и, возможно, первое дело Джона станет и последним? |            |                                                            |                 |                                  |                  |                    |  |
| |            |                                                            |                 |                                  |                  |                    |  |
| 83 | 2          | «Темные секреты» (англ. «Dark Secrets»)                    | Саймон Лэнгтон  | Майкл Айткенс                    | 30 марта 2011    | 20 января 2011     |  |
| Затворническая жизнь пожилых, но эксцентричных Мэри и Вильяма Бинхэмов становится объектом пристального внимания полиции после убийства социального работника. Джон Барнаби и Бэн Джонс должны раскопать семейные тайны и расшифровать гороскопы, чтобы найти убийцу. |            |                                                            |                 |                                  |                  |                    |  |
| |            |                                                            |                 |                                  |                  |                    |  |
| 84 | 3          | «Смертельный подражатель» (англ. «Echoes of the Dead»)     | Ник Лафлэнд     | Питер Дж. Хаммонд                | 20 апреля 2011   | 20 января 2011     |  |
| Труп молодой девушки, одетой в подвенечное платье найден в ванной. Это вызывает череду жутких убийств в Грейт Ворси, которые все повторяют тему свадеб. Расследование приводит Барнаби и Джонса то в приют для ослов, то на старую железную дорогу, то в паб, которым управляют бывший коп и бывшая владелица борделя. Пока серийный убийца бродит по округе, не может ли быть, что маньяк повторяет историю старых убийств? |            |                                                            |                 |                                  |                  |                    |  |
| |            |                                                            |                 |                                  |                  |                    |  |
| 85 | 4          | «Овальные убийства» (англ. «The Oblong Murders»)           | Ренни Ри        | Дэвид Хоскинс                    | 25 мая 2011      | 4 июля 2011        |  |
| Доктор Буллард просит инспектора Барнаби найти дочь его приятелей, которая попала в «Овальную секту» и больше её никто не видел. Джон Барнаби внедряет сержанта Джонса в секту под видом нового сектанта. Но происходит убийство одного из руководителей секты, нити которого ведут к «несчастному случаю» давно сданному в архив. В конце серии доктор Буллард уходит на пенсию.                                            |            |                                                            |                 |                                  |                  |                    |  |
| |            |                                                            |                 |                                  |                  |                    |  |
| 86 | 5          | «Спящий под холмом» (англ. «The Sleeper Under The Hill»)   | Ник Лафлэнд     | Дэвид Лоуренс                    | 21 сентября 2011 | 16 января 2012     |  |
| Всего за несколько дней до весеннего равноденствия, в Мидсомер Мау, в каменном круге, находят распотрошенное тело местного фермера. В Мидсомерской полиции появляется новый патологоанатом Кэйт Уилдинг. |            |                                                            |                 |                                  |                  |                    |  |
| |            |                                                            |                 |                                  |                  |                    |  |
| 87 | 6          | «Ночь оленя» (англ. «The Night of the Stag»)               | Саймон Лэнгтон  | Николас Мартин                   | 12 октября 2011  | 16 января 2012     |  |
| В Мидсомер Аббас пропадает налоговый инспектор, который боролся с самогоноварением. |            |                                                            |                 |                                  |                  |                    |  |
| |            |                                                            |                 |                                  |                  |                    |  |
| 88 | 7          | «Священный долг» (англ. «A Sacred Trust»)                  | Ренни Ри        | Рейчел Куперман и Салли Гриффитс | 26 октября 2011  | 16 января 2012     |  |
| В местном монастыре задушена монахиня, и как оказалось позже, из сейфа украдены драгоценные украшения, стоимостью 60 000 евро. После смерти монахини, её сестра остаётся единственной, кто может претендовать на участки и строения (монастырь и близлежащая территория). Барнаби и Джонсу приходится приложить все усилия, чтобы расследовать это убийство в закрытом церковном мире.                                       |            |                                                            |                 |                                  |                  |                    |  |
| |            |                                                            |                 |                                  |                  |                    |  |
| 89 | 8          | «Редкая птица» (англ. «A Rare Bird»)                       | Ник Лафлэнд     | Стив Траффорд                    | 11 января 2012   | 16 января 2012     |  |
| Скандал между орнитологами в Мидсомер-Марш привел к тому, что президент общества орнитологов был убит. Патрик Морган встретил свою смерть, надеясь увидеть редкую птицу. Но что же стало причиной смерти — его одержимость орнитологией или что-то более зловещее? |            |                                                            |                 |                                  |                  |                    |  |
| |            |                                                            |                 |                                  |                  |                    |  |

### Сезон 15 (2012—2013)
| № в сериале | № в сезоне | Название                                                    | Режиссёр     | Сценарий                         | Дата премьеры    | Дата выхода на DVD |  |
| --- | ---------- | ----------------------------------------------------------- | ------------ | -------------------------------- | ---------------- | ------------------ |  |
| 90 | 1          | «Темный всадник» (англ. «The Dark Rider»)                   | Алекс Пиллей | Майкл Аткинс                     | 1 февраля 2012   | 21 мая 2012        |  |
| Когда Бентам ДеКвиттевилль падает с крыши замка, увидев всадника без головы, его аристократическая семья, кажется больше озабочена предстоящей инсценировкой действий гражданской войны, чем его смертью. Когда Барнаби и Джонс попытаются выяснить правду о призрачном всаднике, их расследование раскрывает шокирующие тайны о семействе ДеКвиттевиллей.             |            |                                                             |              |                                  |                  |                    |  |
| |            |                                                             |              |                                  |                  |                    |  |
| 91 | 2          | «Убийство из-за невиновности» (англ. «Murder of Innocence») | Ренни Ри     | Элизабет-Энн Уил                 | 21 марта 2012    | 25 июня 2012       |  |
| После убийства адвоката, подозрение падает на осужденного убийцу Грейди Фелтона. Грейди только что вернулся в деревню, где он совершил убийство много лет назад. Однако Грейди имеет твердое алиби. Барнаби подозревает, что у Грейди был сообщник. |            |                                                             |              |                                  |                  |                    |  |
| |            |                                                             |              |                                  |                  |                    |  |
| 92 | 3          | «Написано в звездах» (англ. «Written in the Stars»)         | Ренни Рэй    | Стив Траффорд                    | 25 сентября 2012 | 7 января 2013      |  |
| Мидсомер Стэнтон погружается в темноту во время полного солнечного затмения. Астроном-любитель Джереми Харпер был убит ударом метеорита по голове. Барнаби и Джонс распутывают интриги, соперничество в науке и в постели общества астрономов Мидсомера. |            |                                                             |              |                                  |                  |                    |  |
| |            |                                                             |              |                                  |                  |                    |  |
| 93 | 4          | «Смерть и актрисы» (англ. «Death & The Divas»)              | Ник Лафлэнд  | Рейчел Куперман и Салли Гриффитс | 2 января 2013    | 4 февраля 2013     |  |
| В Мидсомер Лэнгли убивают журналистку, которая собирала материал для книги об актрисе из 60-х годов, которая снималась в фильмах ужасов. Убийство было совершено в стиле старого «ужастика». |            |                                                             |              |                                  |                  |                    |  |
| |            |                                                             |              |                                  |                  |                    |  |
| 94 | 5          | «Сицилианская защита» (англ. «The Sicilian Defence»)        | Алекс Пиллей | Пол Лог                          | 9 января 2013    | 4 марта 2013       |  |
| Гарриет выходит из комы через 1 год, после того, как пыталась сбежать из дома со своим другом Финном. И вот серийный убийца начинает убивать членов шахматного клуба, оставляя на месте преступления записи шахматной партии. Как связано нападение на Гарриет год назад с записью ходов шахматной партии? И где её друг Финн?                                         |            |                                                             |              |                                  |                  |                    |  |
| |            |                                                             |              |                                  |                  |                    |  |
| 95 | 6          | «Школа убийств» (англ. «Schooled in Murder»)                | Эндрю Хей    | Лиза Холдсворт                   | 30 января 2013   | 8 апреля 2013      |  |
| Когда Дебби Моффет найдена убитой, то по деревушке Мидсомер-Блу начинают расползаться слухи о её личной жизни и тяжелых обстоятельствах. Её дети ощущают ужасный шок, а вскоре нежданно для всех, ещё нескольких родителей учеников частной школы настигает смерть. Старший инспектор Джон Барнаби подозревает, что все эти смерти — заранее спланированные убийства.. |            |                                                             |              |                                  |                  |                    |  |
| |            |                                                             |              |                                  |                  |                    |  |

### Сезон 16 (2013—2014)
| № в сериале | № в сезоне | Название                                                      | Режиссёр     | Сценарий                         | Дата премьеры   | Дата выхода на DVD |  |
| ----------- | ---------- | ------------------------------------------------------------- | ------------ | -------------------------------- | --------------- | ------------------ |  |
| 96          | 1          | «Рождество с призраками» (англ. «The Christmas Haunting»)     | Ник Лафлэнд  | Крис Мюррэй                      | 24 декабря 2013 | 3 марта 2014       |  |
|             |            |                                                               |              |                                  |                 |                    |  |
|             |            |                                                               |              |                                  |                 |                    |  |
| 97          | 2          | «Позволь нам охотиться» (англ. «Let Us Prey»)                 | Алекс Пиллей | Пол Лог                          | 8 января 2014   | 21 мая 2014        |  |
|             |            |                                                               |              |                                  |                 |                    |  |
|             |            |                                                               |              |                                  |                 |                    |  |
| 98          | 3          | «Дикий урожай» (англ. «Wild Harvest»)                         | Ренни Рэй    | Рейчел Куперман и Салли Гриффитс | 29 января 2014  | 3 марта 2014       |  |
|             |            |                                                               |              |                                  |                 |                    |  |
|             |            |                                                               |              |                                  |                 |                    |  |
| 99          | 4          | «Аэроклуб» (англ. «The Flying Club»)                          | Люк Уотсон   | Майкл Аткинс                     | 5 февраля 2014  | 7 апреля 2014      |  |
|             |            |                                                               |              |                                  |                 |                    |  |
|             |            |                                                               |              |                                  |                 |                    |  |
| 100         | 5          | «Убийства в Копенгагене» (англ. «The Killings of Copenhagen») | Алекс Пиллей | Пол Лог                          | 12 февраля 2014 | 7 апреля 2014      |  |
|             |            |                                                               |              |                                  |                 |                    |  |
|             |            |                                                               |              |                                  |                 |                    |  |

### Сезон 17 (2015)
| № в сериале | № в сезоне | Название                                                          | Режиссёр      | Сценарий                         | Дата премьеры   | Дата выхода на DVD |  |
| ----------- | ---------- | ----------------------------------------------------------------- | ------------- | -------------------------------- | --------------- | ------------------ |  |
| 101         | 1          | «Клуб кинжала» (англ. «The Dagger Club»)                          | Алекс Пиллей  | Крис Мюррэй                      | 28 января 2015  | 2 марта 2015       |  |
|             |            |                                                                   |               |                                  |                 |                    |  |
|             |            |                                                                   |               |                                  |                 |                    |  |
| 102         | 2          | «Убийство магией» (англ. «Murder by Magic»)                       | Чарльз Палмер | Рейчел Куперман и Салли Гриффитс | 4 февраля 2015  | 2 марта 2015       |  |
|             |            |                                                                   |               |                                  |                 |                    |  |
|             |            |                                                                   |               |                                  |                 |                    |  |
| 103         | 3          | «Баллада округа Мидсомер» (англ. «The Ballad of Midsomer County») | Ренни Ри      | Пол Лог                          | 11 февраля 2015 | 2 марта 2015       |  |
|             |            |                                                                   |               |                                  |                 |                    |  |
|             |            |                                                                   |               |                                  |                 |                    |  |
| 104         | 4          | «Винтажное убийство» (англ. «A Vintage Murder»)                   | Ник Лафлэнд   | Лиза Холдсворт                   | 18 февраля 2015 | 2 марта 2015       |  |
|             |            |                                                                   |               |                                  |                 |                    |  |
|             |            |                                                                   |               |                                  |                 |                    |  |

### Сезон 18 (2016)
| 105 | 1 | «Хабеас корпус» (англ. «Habeas Corpus»)                       | Алекс Пиллей | Рейчел Куперман и Салли Гриффитс | 6 января 2016   |  |  |
|     |   |                                                               |              |                                  |                 |  |  |
|     |   |                                                               |              |                                  |                 |  |  |
| 106 | 2 | «Инцидент в Купер Хилл» (англ. «The Incident at Cooper Hill») | Ренни Рэй    | Пол Лог                          | 13 января 2016  |  |  |
|     |   |                                                               |              |                                  |                 |  |  |
|     |   |                                                               |              |                                  |                 |  |  |
| 107 | 3 | «Разорвать цепь» (англ. «Breaking the Chain»)                 | Роб Эванс    | Крис Мюррэй                      | 27 января 2016  |  |  |
|     |   |                                                               |              |                                  |                 |  |  |
|     |   |                                                               |              |                                  |                 |  |  |
| 108 | 4 | «Умирающее искусство» (англ. «A Dying Art»)                   | Мэтт Картер  | Джефф Пови                       | 3 февраля 2016  |  |  |
|     |   |                                                               |              |                                  |                 |  |  |
|     |   |                                                               |              |                                  |                 |  |  |
| 109 | 5 | «Святые и грешники» (англ. «Saints and Sinners»)              | Ренни Рэй    | Лиза Холдсворт                   | 10 февраля 2016 |  |  |
|     |   |                                                               |              |                                  |                 |  |  |
|     |   |                                                               |              |                                  |                 |  |  |
| 110 | 6 | «Урожай душ» (англ. «Harvest of Souls»)                       | Ник Лафлэнд  | Калеб Рэнсон                     | 17 февраля 2016 |  |  |
|     |   |                                                               |              |                                  |                 |  |  |
|     |   |                                                               |              |                                  |                 |  |  |

### Сезон 19 (2016—2018)
| 111 | 1 | «Деревня, восставшая из мертвых» (англ. «The Village That Rose from the Dead») | Ник Лафлэнд  | Рейчел Куперман и Салли Гриффитс | 18 декабря 2016 |  |  |
|     |   |                                                                                |              |                                  |                 |  |  |
|     |   |                                                                                |              |                                  |                 |  |  |
| 112 | 2 | «Преступление и наказание» (англ. «Crime and Punishment»)                      | Ренни Рэй    | Пол Лог                          | 4 января 2017   |  |  |
|     |   |                                                                                |              |                                  |                 |  |  |
|     |   |                                                                                |              |                                  |                 |  |  |
| 113 | 3 | «Последний человек» (англ. «Last Man Out»)                                     | Мэтт Картер  | Джефф Пови                       | 11 января 2017  |  |  |
|     |   |                                                                                |              |                                  |                 |  |  |
|     |   |                                                                                |              |                                  |                 |  |  |
| 114 | 4 | «Красное в зубах и когтях» (англ. «Red in Tooth & Claw»)                       | Стивен Хьюз  | Лиза Холдсворт                   | 18 января 2016  |  |  |
|     |   |                                                                                |              |                                  |                 |  |  |
|     |   |                                                                                |              |                                  |                 |  |  |
| 115 | 5 | «Смерть от убеждения» (англ. «Death by Persuasion»)                            | Алекс Пиллей | Крис Мюррэй                      | 13 мая 2018     |  |  |
|     |   |                                                                                |              |                                  |                 |  |  |
|     |   |                                                                                |              |                                  |                 |  |  |
| 116 | 6 | «Проклятие девятого» (англ. The Curse of the Ninth»)                           | Мэтт Картер  | Джулия Гилберт                   | 20 мая 2018     |  |  |
|     |   |                                                                                |              |                                  |                 |  |  |
|     |   |                                                                                |              |                                  |                 |  |  |

### Сезон 20 (2019—2020)
| 117 | 1 | «Призрак аббатства Каустон» (англ. «The Ghost of Causton Abbey»)  | Мэтт Картер  | Хелен Дженкинс | 10 марта 2019   |  |  |
|     |   |                                                                   |              |                |                 |  |  |
|     |   |                                                                   |              |                |                 |  |  |
| 118 | 2 | «Смерть Червонцев пятнистых» (англ. «Death of the Small Coppers») | Пол Харрисон | Крис Мюррэй    | 17 марта 2019   |  |  |
|     |   |                                                                   |              |                |                 |  |  |
|     |   |                                                                   |              |                |                 |  |  |
| 119 | 3 | «Рисование мертвых» (англ. «Drawing Dead»)                        | Тоби Фроу    | Джефф Пови     | 19 мая 2019     |  |  |
|     |   |                                                                   |              |                |                 |  |  |
|     |   |                                                                   |              |                |                 |  |  |
| 120 | 4 | «Львы Каустона» (англ. «The Lions of Causton»)                    | Мэтт Картер  | Ник Хикс-Бич   | 26 августа 2019 |  |  |
|     |   |                                                                   |              |                |                 |  |  |
|     |   |                                                                   |              |                |                 |  |  |
| 121 | 5 | «Пока смерть не разлучит нас-» (англ. «Till Death Do Us Part»)    | Одри Кук     | Хелен Дженкинс | 6 января 2020   |  |  |
|     |   |                                                                   |              |                |                 |  |  |
|     |   |                                                                   |              |                |                 |  |  |
| 122 | 6 | «Отправить клоунов» (англ. «Send in the Clowns»)                  | Ник Лафлэнд  | Джулия Гилберт | 14 января 2020  |  |  |
|     |   |                                                                   |              |                |                 |  |  |
|     |   |                                                                   |              |                |                 |  |  |

### Сезон 21 (2020)
| 123 | 1 | «Точка равновесия» (англ. «The Point of Balance»)      | Одри Кук       | Николас Хикс-Бич | 21 января 2020 |  |  |
|     |   |                                                        |                |                  |                |  |  |
|     |   |                                                        |                |                  |                |  |  |
| 124 | 2 | «Миниатюрные убийства» (англ. «The Miniature Murders») | Тоби Фроу      | Хелен Дженкинс   | 4 февраля 2020 |  |  |
|     |   |                                                        |                |                  |                |  |  |
|     |   |                                                        |                |                  |                |  |  |
| 125 | 3 | «Жало Смерти» (англ. «The Sting of Death»)             | Мэтт Картер    | Джулия Гилберт   | TBA            |  |  |
|     |   |                                                        |                |                  |                |  |  |
|     |   |                                                        |                |                  |                |  |  |
| 126 | 4 | «С затаенным дыханием» (англ. «With Baited Breath»)    | Дженни Дарнелл | Джефф Пови       | TBA            |  |  |
|     |   |                                                        |                |                  |                |  |  |
|     |   |                                                        |                |                  |                |  |  |

### Сезон 22 (2021—2022)
| № | № в сезоне | Название                           | Режиссёр        | Автор сценария   | UK air date    | Filming date           | Зрители (млн) |
| --- | ---------- | ---------------------------------- | --------------- | ---------------- | -------------- | ---------------------- | ------------- |
| 127 | 1          | «The Wolf Hunter of Little Worthy» | Matt Carter     | Chris Murray     | 4 апреля 2021  | October—November 2020  | 5.18          |
| There is a full moon over Little Worthy at Halloween and the people in the area are thrilled when local photographer Steve Skelton wins a competition in the village with his own creation of the Wolf Hunter. Unexpectedly, the Wolf Hunter is becoming a viral meme, with people coming from miles around to explore the woods of Little Worthy in the hope of catching a glimpse of the beast. The excitement turns into fear when Jez Gladberry is found murdered in the woods, killed in the unique way of the Wolf Hunter. |            |                                    |                 |                  |                |                        |               |
| 128 | 2          | «The Stitcher Society»             | Roberto Bangura | Jeff Povey       | 11 апреля 2021 | November—December 2020 | 4.99          |
| Having been controversially acquitted of the murder of Viola Deepdale, Toby Wagner tries to settle down in the village of Tamworth Springs. His desire to join the local Stitcher Society is not well received by the other members. Reuben Tooms, Viola's brother in law, tries to persuade them that Toby is innocent but is found murdered with a shinai in his chest. Shortly after, Georgie Tremayne is murdered at the Stitcher Society’s premises, and the detectives suspect that she might have talked to Reuben about Toby on the night that he was killed. A third victim dies in an apparent clay pigeon shooting accident, but it soon transpires that someone had tampered with the shotgun. There is a long list of suspects with motives ranging from blackmail to revenge. |            |                                    |                 |                  |                |                        |               |
| 129 | 3          | «Happy Families»                   | Audrey Cooke    | Nick Hicks-Beach | 3 октября 2021 | January—February 2021  | 4.58          |
| Victor Karras has been at the helm of Karras Games for over 50 years, transforming the family run business which creates beautifully handmade board games. Victor’s pregnant wife Eleanor decides that a fitting way to celebrate her husband’s 70th birthday would be to theme the celebration around a game, and arranges a murder mystery weekend. The guests gather at Hulton Manor, a sprawling edifice on its own island, with a storm raging outside adding to the immersive experience of the fictional murder. When Victor tumbles down the stairs, and is impaled by a life-size Egyptian figure, the game turns very real. |            |                                    |                 |                  |                |                        |               |
| 130 | 4          | «The Scarecrow Murders»            | Christine Lalla | Helen Jenkins    | 29 мая 2022    | March—April 2021       | TBA           |
| Little Upton is a picturesque village known for hosting the annual Midsomer Scarecrow Festival. Each year, residents compete to build the best scarecrow and display their designs around the village. It is a key event in the social calendar that brings tourists to the area and involves local policemen, fishmongers, the GP surgery and the cricket team to raise money for the church restoration fund. However there is a grumbling antagonism behind the event involving the local vicar, the Reverend Oscar, who is a previous National Lottery winner and now faces a challenge to his position in the community. |            |                                    |                 |                  |                |                        |               |
| 131 | 5          | «For Death Prepare»                | Toby Frow       | Julia Gilbert    | TBA            | April—May 2021         | TBA           |
| Vince Summersby is found murdered inside a treasure chest during the Midsomer Mummers rehearsals for the comic opera, The Pirates of Penzance. Later, while the preparations are still underway, Katisha Empson dies when she falls down the staircase. Her niece, Phyllis Cuttle, tells John Barnaby of her suspicion that Katisha’s doctor, Simon Charteris, might have been involved in her aunt’s death when it turns out that he was the main beneficiary of Miss Empson’s will. When Graham Handsworth is found murdered at the theatre’s stage, and the murderer almost manages to kill Jeremy Whittingdale, Barnaby and Winter realise the culprit must be someone connected to the play.                                                                                           |            |                                    |                 |                  |                |                        |               |
| 132 | 6          | «The Witches of Angel’s Rise»      | Gill Wilkinson  | Maria Ward       | TBA            | May—June 2021          | TBA           |
| The body of Tilly Mulroney is found surrounded by ritual symbols on the night of Angel’s Rise Psychic Fayre, and Barnaby and Winter step into a world of spirituality to investigate. When the body of another victim is found in the woods, hanging upside down from a tree, the murder case takes a new turn. It later turns out that the accidental death of a young woman, Bea Saint-Stephens is the key to this murder case. |            |                                    |                 |                  |                |                        |               |

### Сезон 23 (2023)
| № | № в сезоне | Название                  | Режиссёр        | Автор сценария   | UK air date | Filming date     | Зрители (млн) |
| --- | ---------- | ------------------------- | --------------- | ---------------- | ----------- | ---------------- | ------------- |
| 133 | 1          | «The Blacktrees Prophecy» | Roberto Bangura | Jeff Povey       | TBA         | March—April 2022 | TBD           |
| Warren Kaine collapses and dies in a bunker at the Blacktrees farm shortly after receiving a message with death threats on the radio. It turns out, that the killer reconfigured the venting systems and Warren Kaine suffocates to death. Clodagh Kaine, Warren’s widow is also having an affair with her best friend’s husband, Guy Burrows. Clodagh told Guy that she was so happy to get rid of Warren, but when Guy Burrows is killed as well after being struck by a life boat, the suspicion soon falls on Clodagh, now that both her lover and husband are dead. Randall Salt realises that his time has come and he is the last victim to fall by the hands of the killer. The Blacktrees Prophecy is accomplished and Barnaby realises that the killer is seeking vengeance for a previous death. Note: Released on Acorn TV in North America with its UK air date yet to be announced. |            |                           |                 |                  |             |                  |               |
| 134 | 2          | «The Debt of Lies»        | Gill Wilkinson  | Nick Hicks-Beach | TBA         | April—May 2022   | TBA           |
| After attending a retirement party for ex police officers, Elaine Bennet dies when she crashes her car. Fleur tells Barnaby that someone has tampered with Elaine’s car, and on the night before, she had an altercation with Giles Franklyn by the parking lot. Challis Court is also a tight-knit community for the retired police officers, and one of the residents is experiencing a break in, where many of the evidence is stolen and destroyed. Damian Bennet is found murdered as well and a well kept lie may help Barnaby and Winter to uncover the culprit. Note: Released on Acorn TV in North America with its UK air date yet to be announced. |            |                           |                 |                  |             |                  |               |
| 135 | 3          | «A Grain of Truth»        | Paul Gibson     | Julia Gilbert    | TBA         | May—June 2022    | TBA           |
| Tom and Chrissie Larkton run the bakery at the mill in the village of Lower Blissingham. But when Chrissie receives the cake, with the word "cursed" carved inside, it seems that someone is not pleased about the couple who run the mill bakery. Chrissie Larkton gets poisoned, and she gets a seizure while hearing a voice and walking towards the water. Nathan Duncroft gets murdered while he is cleaning the silo for grain, and he gets trapped inside when the killer bolts the door. Ricky Naybury is lured to his death, and Tom Larkton gets knocked out and tied up. When he is dragged into the water a while later, Winter saves him from drowning. It transpires that the victims in this case opposed a threat to somebody, and now the killer has the wish to protect that person. Note: Released on Acorn TV in North America with its UK air date yet to be announced.      |            |                           |                 |                  |             |                  |               |
| 136 | 4          | «Dressed to Kill»         | Leon Lopez      | Maria Ward       | TBA         | June—July 2022   | TBA           |
| The residents in the village of Elverton-Cum-Latterly are about to start their rehearsals for a charity drag queen extravaganza, when Lois Springfield is found murdered. And after receiving a warning on message, Malik Payne is almost run over by a car, and it now seems that someone is not very happy about the charity drag queen extravaganza. At the end of the show, Evelyn Hardy is found murdered and the terminal ill Rocco Templeton collapses at the village green. The truth comes out and it soon transpires that someone wants to start a whole new life, at a new place. A well kept secret has been held concealed, and somebody’s life has been changed forever. Note: Released on Acorn TV in North America with its UK air date yet to be announced. |            |                           |                 |                  |             |                  |               |

### Сезон 24 (2024)
| №   | № в сезоне | Название           | Режиссёр        | Автор сценария | UK air date | Filming date     | Зрители (млн) |
| --- | ---------- | ------------------ | --------------- | -------------- | ----------- | ---------------- | ------------- |
| 137 | 1          | «The Devil's Work» | Roberto Bangura | Julia Gilbert  | TBA         | March—April 2023 | TBA           |
| 138 | 2          | «Book of the Dead» | Gill Wilkinson  | Maria Ward     | TBA         | April—May 2023   | TBA           |
| 139 | 3          | «TBA»              | TBD             | TBD            | TBA         | 2023             | TBA           |
| 140 | 4          | «TBA»              | TBD             | TBD            | TBA         | 2023             | TBA           |